# Afbeelding (wiskunde)

gebruikelijke notatie voor " beeldt af op ".

voorbeeld van een afbeelding

In de wiskunde is het begrip afbeelding de verzamelingtheoretische interpretatie van het begrip functie. Omdat afbeeldingen gedefinieerd kunnen worden voor willekeurige verzamelingen, kan het begrip afbeelding ook gezien worden als een generalisatie van het begrip functie, dat gewoonlijk zo gedefinieerd is dat een functie altijd getallen als resultaat heeft.
Informeel gesproken is een afbeelding een voorschrift dat aan ieder element van een verzameling een element uit een (andere) verzameling toevoegt. Zo'n toevoeging laat zien hoe sommige elementen uit een verzameling afhankelijk zijn van de elementen uit een andere (of dezelfde) verzameling. Omdat de wiskunde onder andere zulke afhankelijkheden onderzoekt, is een afbeelding een belangrijk basisbegrip.

## Definitie
Een afbeelding {\displaystyle f} is een tweeplaatsige relatie {\displaystyle (G,A,B)} tussen twee verzamelingen {\displaystyle A} en {\displaystyle B} met de eigenschap dat aan ieder element {\displaystyle a\in A} precies één element {\displaystyle b\in B}, het beeld van {\displaystyle a}, wordt gekoppeld. Men noteert de afbeelding als
{\displaystyle f\colon A\to B}
of ook als
{\displaystyle A\ {\stackrel {f}{\longrightarrow }}\ B}
en het unieke element {\displaystyle b\in B} dat door {\displaystyle f} aan het element {\displaystyle a\in A} wordt toegevoegd als {\displaystyle f(a)}. De verzameling {\displaystyle A} heet het domein (of definitiegebied) van {\displaystyle f}; de verzameling {\displaystyle B} wordt wel het codomein genoemd. Met het bereik {\displaystyle f(A)=\{f(a)\mid a\in A\}} van {\displaystyle f} wordt de deelverzameling van {\displaystyle B} aangeduid die bestaat uit de beelden van de elementen van {\displaystyle A}.
Een afbeelding is dus hetzelfde als een functie. De keuze van de term wordt soms bepaald door het soort afbeelding, zie onder. Zie ook onder bij "Volledige afbeelding".

### Ruimere definitie
Soms wordt een afbeelding gedefinieerd als een partiële functie. Dat wil zeggen dat een afbeelding een tweeplaatsige relatie {\displaystyle f=(G,A,B)} is waarvan {\displaystyle A} en {\displaystyle B} willekeurige verzamelingen zijn en {\displaystyle G} een deelverzameling is van het cartesisch product {\displaystyle A\times B}, met de eigenschap dat voor alle {\displaystyle a\in A} en {\displaystyle b_{1},b_{2}\in B} geldt:
als {\displaystyle f(a)=b_{1}} en ook {\displaystyle f(a)=b_{2}} dan is {\displaystyle b_{1}=b_{2}}.
Aan alle elementen uit {\displaystyle A} wordt ten hoogste één element uit {\displaystyle B} gekoppeld.
Het drietal in de definitie wordt ook wel in een andere volgorde genoemd, namelijk als het drietal {\displaystyle (A,B,G)} in plaats van {\displaystyle (G,A,B)}.

## Terminologie
Als {\displaystyle f=(G,A,B)} een afbeelding is, wordt {\displaystyle G} de grafiek van {\displaystyle f} genoemd. De verzameling {\displaystyle A} heet het definitiegebied of het domein van {\displaystyle f} en {\displaystyle B} het codomein van {\displaystyle f}. Men zegt ook dat {\displaystyle f} een afbeelding van {\displaystyle A} naar {\displaystyle B} is. Van {\displaystyle (a,b)\in G} zegt men dat het toepassen van {\displaystyle f} op {\displaystyle a} als resultaat {\displaystyle b} heeft, of dat {\displaystyle a} door {\displaystyle f} op {\displaystyle b} afgebeeld wordt. Het element {\displaystyle b=f(a)\in B} heet het beeld van {\displaystyle a} onder {\displaystyle f}.
Het beeld van een deelverzameling van het domein, in plaats van elementen uit het domein, is ook gedefinieerd. Als {\displaystyle X\subseteq A}, dan is het beeld van {\displaystyle X} onder {\displaystyle f} de deelverzameling {\displaystyle f(X)} van {\displaystyle B} die bestaat uit de beelden van de elementen uit {\displaystyle X}
{\displaystyle f(X)=\{f(x)\mid x\in X\}}
Men zegt dat{\displaystyle f} de verzameling {\displaystyle X} afbeeldt op de verzameling {\displaystyle Y}, als {\displaystyle Y=f(X)}.
De deelverzameling {\displaystyle f(A)\subseteq B} van het codomein wordt het bereik of ook eenvoudigweg het beeld van {\displaystyle f} genoemd.
Een element {\displaystyle a\in A} in het domein dat afgebeeld wordt op het element {\displaystyle b\in B}, dus waarvoor geldt:
{\displaystyle f(a)=b}
wordt een origineel van {\displaystyle b} genoemd. De verzameling originelen van {\displaystyle b} wordt genoteerd als:
{\displaystyle f^{-1}(b)=\{a\in A\mid f(a)=b\}}
Ook voor een deelverzameling {\displaystyle Y\subseteq B} wordt de verzameling originelen van de elementen in {\displaystyle Y} genoteerd als:
{\displaystyle f^{-1}(Y)=\{a\in A\mid f(a)\in Y\}}
en het origineel van {\displaystyle Y} genoemd.
De elementen van het domein {\displaystyle A} heten de originelen of argumenten van {\displaystyle f}.

### Notatie
Voor iedere afbeelding {\displaystyle \alpha \colon A\to B} geldt het volgende:
- Het domein {\displaystyle A} van {\displaystyle \alpha } wordt genoteerd als {\displaystyle A=\mathrm {dom} \ \alpha }.
- Het codomein {\displaystyle B} van {\displaystyle \alpha } wordt genoteerd als {\displaystyle B=\mathrm {codom} \ \alpha }.
- Als {\displaystyle x} een argument van {\displaystyle \alpha } is, wordt het beeld van {\displaystyle x} onder {\displaystyle \alpha } genoteerd als {\displaystyle \alpha (x)} of {\displaystyle \alpha x}.
- Als {\displaystyle X\subseteq A}, wordt het beeld van {\displaystyle X} onder {\displaystyle \alpha } genoteerd als {\displaystyle \alpha (X)} of {\displaystyle \alpha X} .
- Als {\displaystyle y\in B}, wordt het origineel van {\displaystyle y} onder {\displaystyle \alpha } genoteerd als {\displaystyle \alpha ^{-1}(y)}.
- Als {\displaystyle Y\subseteq B}, wordt het origineel van {\displaystyle Y} onder {\displaystyle \alpha } genoteerd als {\displaystyle \alpha ^{-1}(Y)} of {\displaystyle \alpha ^{-1}Y}.
- In plaats van {\displaystyle \alpha (x)=y}, schrijft men ook {\displaystyle \alpha \colon x\mapsto y}.

## Meerplaatsige afbeeldingen
Een meerplaatsige afbeelding is, informeel gesproken, een afbeelding die meer dan één argument nodig heeft om zijn resultaat te bepalen. Een tweeplaatsige afbeelding neemt twee argumenten, een drieplaatsige afbeelding neemt er drie, enzovoort. Een nulplaatsige afbeelding is een constante. De afbeelding {\displaystyle \alpha :A\times B\times C\to D} is bijvoorbeeld drieplaatsig.
Er is geen wezenlijk verschil tussen een eenplaatsige en een meerplaatsige afbeelding, want meerdere argumenten kunnen als tupel worden samengevoegd tot één argument. Wat dan overblijft is een onderscheid in notatie: met twee argumenten, zoals {\displaystyle \alpha (a,b)}, of met één argument, {\displaystyle \alpha (c)} met {\displaystyle c=(a,b)}, of {\displaystyle \alpha ((a,b))}. De notaties {\displaystyle \alpha (c)} en {\displaystyle \alpha (a,b)} kunnen, zolang dit geen verwarring geeft, ook door elkaar gebruikt worden, zodat de langere notatie {\displaystyle \alpha ((a,b))} niet nodig is.
Als het domein een cartesisch product {\displaystyle A\times B} is, dan worden {\displaystyle A} en {\displaystyle B} ook wel de domeinen van {\displaystyle \alpha } genoemd. De overige terminologie past zich hierop aan. Men kan bijvoorbeeld zeggen dat {\displaystyle \alpha } een tweeplaatsige afbeelding over {\displaystyle A} en {\displaystyle B} is.

## Eigenschappen van afbeeldingen
Zij {\displaystyle f\colon A\to B} een afbeelding.
- {\displaystyle f} heet surjectief als alle elementen uit het codomein een beeld zijn van een element in het domein, dus als er voor iedere {\displaystyle b\in B} een {\displaystyle a\in A} is met {\displaystyle f(a)=b}

Het bereik van een surjectieve afbeelding is gelijk aan zijn codomein: {\displaystyle f(A)=B}.
- {\displaystyle f} heet injectief als twee verschillende elementen uit het domein ook verschillende beelden hebben, dus als voor alle {\displaystyle a_{1},a_{2}\in A,} geldt:

{\displaystyle f(a_{1})=f(a_{2})\quad \Longrightarrow \quad a_{1}=a_{2}}
- {\displaystyle f} heet bijectief als {\displaystyle f} zowel surjectief als injectief is.

Een bijectieve afbeelding wordt wel een een-op-een-correspondentie genoemd.
Als er op zowel {\displaystyle A} als {\displaystyle B} een topologie gedefinieerd is, dan is ook de volgende eigenschap gedefinieerd.
- {\displaystyle f} heet continu als het origineel van elke open deelverzameling van het codomein een open deelverzameling van het domein is, dus als voor elke {\displaystyle Y\subseteq B} geldt: als {\displaystyle Y} open is in {\displaystyle B}, is {\displaystyle f^{-1}(Y)} open in {\displaystyle A}.

Deze eigenschappen zijn ook op meerplaatsige afbeeldingen gedefinieerd, waarbij met domein het volledige cartesische product bedoeld wordt.

## Operaties op afbeeldingen

### Restrictie en extensie
Voor een afbeelding {\displaystyle f\colon A\to B} en een deelverzameling {\displaystyle X\subseteq A} van het domein heet de afbeelding
{\displaystyle f|_{X}\colon X\to B}
{\displaystyle f|_{X}\colon x\mapsto f(x)}
de restrictie van {\displaystyle f} tot {\displaystyle X}. Informeel gesproken is de restrictie van een afbeelding het resultaat van het inperken van zijn domein.
Als {\displaystyle f|_{X}} een restrictie van {\displaystyle f} is, heet {\displaystyle f} een extensie van {\displaystyle f|_{X}}.

### Compositie of samenstelling
Van de afbeeldingen {\displaystyle f\colon A\to B} en {\displaystyle g\,\colon B\to C} is de afbeelding {\displaystyle g\circ f\colon A\to C} bepaald door
{\displaystyle (g\circ f)(a)=g(f(a))}
de compositie of samenstelling van {\displaystyle f} en {\displaystyle g}. Informeel betekent {\displaystyle c=(g\circ f)(a)} dat {\displaystyle c} het beeld is van {\displaystyle a} nadat eerst {\displaystyle f} daarop is toegepast en op het beeld {\displaystyle f(a)} daarvan {\displaystyle g} wordt toegepast.
Compositie van afbeeldingen is associatief:
Voor alle afbeeldingen {\displaystyle f\colon A\to B}, {\displaystyle g\,\colon B\to C} en {\displaystyle h\colon C\to D} geldt:
{\displaystyle (h\circ g)\circ f=h\circ (g\circ f)}.
Daarom wordt voor deze samenstelling meestal simpelweg {\displaystyle h\circ g\circ f} geschreven.

### Inverse
Voor een bijectieve afbeelding {\displaystyle f\colon A\to B} heet de afbeelding {\displaystyle f^{-1}\colon B\to A)} gedefinieerd door:
{\displaystyle f^{-1}(f(a))=a}
de inverse van {\displaystyle f}.
De inverse van {\displaystyle f} beeldt ieder element uit de beeldverzameling van {\displaystyle f} af op het origineel daarvan.
De inverse {\displaystyle f^{-1}} is ook bijectief en er geldt
{\displaystyle (f^{-1})^{-1}=f}

## Identieke afbeelding
Op iedere verzameling is een afbeelding te definiëren die elk element op zichzelf afbeeldt. Deze afbeelding heet de identieke afbeelding van die verzameling. De formele definitie luidt:
Voor een verzameling {\displaystyle A} heet de afbeelding {\displaystyle \mathrm {id} _{A}\colon A\to A} gedefinieerd door
{\displaystyle \mathrm {id} _{A}(a)=a}
de identieke afbeelding van {\displaystyle A}.
Elke identieke afbeelding is bijectief.
Voor iedere bijectieve afbeelding {\displaystyle f\colon A\to B} geldt:
{\displaystyle f\circ f^{-1}=\mathrm {id} _{B}}

## Operatie
Een afbeelding is als een operatie te zien en omgekeerd. Meestal betekent het gebruik van het woord 'operatie' dat het domein en het codomein dezelfde verzamelingen zijn of, in het geval van {\displaystyle n}-plaatsige operaties, dat het domein een {\displaystyle n}-dimensionaal cartesisch product van het codomein is.
Het symbool waarmee een operatie aangeduid wordt, heet de 'operator' en de argumenten van een operatie worden 'operanden' genoemd. Dit heet infixnotatie. Bij tweeplaatsige operaties heeft het 'operatie' ook een algebraïsche connotatie. Men spreekt bijvoorbeeld van associatieve en commutatieve operaties of definieert op algebraïsche wijze equivalentie tussen uitdrukkingen met bepaalde operaties erin.
Er bestaan ook operaties op afbeeldingen. Zo is compositie een tweeplaatsige operatie op afbeeldingen, met ∘ als operator. Het bepalen van de inverse van een afbeelding is een eenplaatsige operatie op afbeeldingen en het symbool {\displaystyle ^{-1}} kan opgevat worden als een operator die in suffixnotatie geschreven wordt.

## Afbeelding versus functie
Gewoonlijk onderscheidt de afbeelding zich van de functie doordat de afbeelding een fundamenteler (en jonger) begrip is. Functies zijn in deze lezing een speciaal soort afbeeldingen, namelijk afbeeldingen die getallen opleveren of, preciezer geformuleerd, afbeeldingen waarvan het codomein een Lichaam (Ned) / Veld (Be) is, maar vaak zijn functie en afbeelding synoniemen en worden dan min of meer gelijk op dezelfde manier gedefinieerd als in dit artikel.
Het komt ook voor dat functie en afbeelding niet synoniem zijn, maar dat de functie gedefinieerd wordt zoals de afbeelding in dit artikel en dat met afbeelding een specifiek soort functie bedoeld wordt. In deze lezing kan met afbeelding onder andere volledige functie, volledige en injectieve functie, lineaire functie of continue functie bedoeld worden. Dit gebruik van de woorden functie en afbeelding is vooral in de Angelsaksische literatuur gebruikelijk.